# Y lo dejamos venir
'Y lo dejamos venires el cuarto álbum solista de la baterista y cantante argentina Andrea Álvarez. En la grabación la acompaña su banda, compuesta por Lonnye Hillyer en bajo y Tomás Brugués en guitarra. 
El disco cuenta con doce canciones compuestas mayormente por Álvarez y, a diferencia del tono mayormente lúdico de su disco anterior, vuelve a explorar temas como la desesperación, la muerte, el abuso sexual y la ausencia. Sintetizando el concepto, Andrea dijo que "Y lo dejamos venir habla de confiar en nuestras fuerzas para recibir el futuro aunque sea incierto, aunque veamos que todo se desmorona"[cita requerida]. Para las fotos del arte de tapa (a cargo de su hermano Leandro Álvarez y Federico Rozo), el equipo viajó a Villa Epecuén, ciudad que fue abandonada luego de que una inundación la cubra completamente en 1985. Álvarez cuenta que para realizarlo aprendió a tocar la guitarra, y compuso desde allí, y que en ese proceso que le llevó casi dos años, las canciones alcanzaron la contundencia que buscaba.
El primer tema dado a conocer fue "Se pudre todo" (en 2013), y fue regrabado para el nuevo disco. El corte principal fue "Y lo dejamos venir", que contó con un videoclip, pero diversas canciones sonaron en las radios ("Vamos viendo", "Vende humo"). "Despertándote", el homenaje a Gustavo Cerati, obtuvo especial repercusión y difusión. La presentación oficial fue en Vorterix (Buenos Aires) el 10 de julio de 2015 y fue retransmitido en línea.
El disco fue nominado en la categoría "Mejor Disco de Rock" en los Grammy Latinos 2016, en una terna compartida con otros artistas argentinos. Esta nominación tiene el mérito extra de ser para un disco 100% independiente, sin ninguna discográfica o distribuidora que lo promocione. Álvarez viajó a Las Vegas para la ceremonia y fue entrevistada por medios norteamericanos como NBC.

## Lista de canciones
Para todas las canciones, letra y música de Andrea Álvarez, excepto cuando se indica.
1. Vende humo[8]
2. Y lo dejamos venir[9]
3. Vamos viendo[10]
4. Te lo juro[11]
5. Se pudre todo[12]
6. R U fucking with me?[13] (música: Hillyer-Álvarez, letra: Álvarez)
7. Tóxico[14] (música: Álvarez-Brugués, letra: Álvarez)
8. Lástima todo[15]  (música: Hillyer-Álvarez, letra: Álvarez)
9. No se puede decir[16]
10. Dame algo[17] (música: Hillyer-Álvarez, letra: Álvarez)
11. Hasta que salga el sol[18]
12. Desperándote (para Gustavo Cerati)[4]